# Campeonato de Euskadi del Cuatro y Medio de 2016
La XXXIII edición del Campeonato de Euskadi del Cuatro y Medio, competición de pelota vasca en la variante de pelota mano profesional de primera categoría, que se disputó en el año 2016. Es organizada conjuntamente por Asegarce y ASPE, las dos principales empresas dentro del ámbito profesional de la pelota a mano. El campeón fue Oinatz Bengoetxea, que se ha proclamado campeón por primera vez.

## Pelotaris
En negrita los cabezas de serie
| - Pelotaris de Asegarce: - Arretxe II - Bengoetxea VI - Olaizola II - Untoria - Urrutikoetxea - Víctor |  | - Pelotaris de ASPE: - Altuna III - Ezkurdia - Gorka - Jaka - Jaunarena - Irribarria - Mendizabal III - Retegi BI |

## Ronda previa
| Fecha    | Frontón y localidad            | Rojo      | Azul               | Tanteo |
| -------- | ------------------------------ | --------- | ------------------ | ------ |
| 29/09/16 | Frontón Municipal, Oñate       | Jaunarena | Mendizabal III (1) | -      |
| 04/10/16 | Frontón Municipal, Salvatierra | Jaunarena | Jaka               | 22-18  |

(1) Retirada de Mendizabal III por lesión.

## Octavos de final
| Fecha    | Frontón y localidad              | Rojo       | Azul      | Tanteo |
| -------- | -------------------------------- | ---------- | --------- | ------ |
| 07/10/16 | Frontón Municipal, Vergara       | Irribarria | Jaunarena | 22-20  |
| 08/10/16 | Frontón Vall d'Hebron, Barcelona | Retegi BI  | Gorka     | 22-15  |
| 08/10/16 | Frontón Beotibar, Tolosa         | Víctor     | Untoria   | 22-17  |
| 09/10/16 | Frontón Jaian Jai, Lecumberri    | Arretxe II | Ezkurdia  | 16-22  |

## Liguilla de cuartos de final - Grupo A
| Fecha    | Frontón y localidad                | Rojo          | Azul          | Tanteo |
| -------- | ---------------------------------- | ------------- | ------------- | ------ |
| 15/10/16 | Frontón Municipal, Echévarri       | Irribarria    | Víctor        | 22-14  |
| 16/10/16 | Frontón Astelena, Éibar            | Urrutikoetxea | Altuna III    | 22-7   |
| 21/10/16 | Frontón Atano III, San Sebastián   | Víctor        | Altuna III    | 19-22  |
| 22/10/16 | Frontón Bizkaia, Bilbao            | Irribarria    | Urrutikoetxea | 11-22  |
| 30/10/16 | Frontón Atano III, San Sebastián   | Irribarria    | Altuna III    | 9-22   |
| 31/10/16 | Frontón Santanape, Guernica y Luno | Urrutikoetxea | Víctor        | 22-5   |

### Clasificación de la liguilla
| Pelotari      | Pelotari | Partidos jugados | Partidos ganados | Partidos perdidos | Dif. |
| ------------- | -------- | ---------------- | ---------------- | ----------------- | ---- |
| Urrutikoetxea |          | 3                | 3                | 0                 | +43  |
| Altuna III    |          | 3                | 2                | 1                 | +1   |
| Irribarria    |          | 3                | 1                | 2                 | -16  |
| Víctor        |          | 3                | 0                | 3                 | -28  |

## Liguilla de cuartos de final - Grupo B
| Fecha    | Frontón y localidad          | Rojo          | Azul          | Tanteo |
| -------- | ---------------------------- | ------------- | ------------- | ------ |
| 14/10/16 | Frontón Burunda, Alsasua     | Retegi BI     | Ezkurdia      | 11-22  |
| 15/10/16 | Frontón Labrit, Pamplona     | Olaizola II   | Bengoetxea VI | 22-19  |
| 22/10/16 | Frontón Beotibar, Tolosa     | Olaizola II   | Ezkurdia      | 22-21  |
| 23/10/16 | Frontón Astelena, Éibar      | Bengoetxea VI | Retegi BI     | 22-8   |
| 28/10/16 | Frontón Madalensoro, Oyarzun | Olaizola II   | Retegi BI     | 22-6   |
| 29/10/16 | Frontón Labrit, Pamplona     | Bengoetxea VI | Ezkurdia      | 22-6   |

### Clasificación de la liguilla
| Pelotari      | Pelotari | Partidos jugados | Partidos ganados | Partidos perdidos | Dif. |
| ------------- | -------- | ---------------- | ---------------- | ----------------- | ---- |
| Olaizola II   |          | 3                | 3                | 0                 | +20  |
| Bengoetxea VI |          | 3                | 2                | 1                 | +27  |
| Ezkurdia      |          | 3                | 1                | 2                 | -6   |
| Retegi BI     |          | 3                | 0                | 3                 | -41  |

## Semifinales
| Fecha      | Frontón y localidad              | Rojo          | Azul          | Tanteo |
| ---------- | -------------------------------- | ------------- | ------------- | ------ |
| 12/11/2016 | Frontón Labrit, Pamplona         | Bengoetxea VI | Urrutikoetxea | 22-21  |
| 13/11/2016 | Frontón Atano III, San Sebastián | Olaizola II   | Altuna III    | 13-22  |

## Tercer y cuarto puesto
| Fecha    | Frontón y localidad      | Rojo        | Azul          | Tanteo |
| -------- | ------------------------ | ----------- | ------------- | ------ |
| 19/11/16 | Frontón Labrit, Pamplona | Olaizola II | Urrutikoetxea | (1)    |

(1) Retirada de Aimar Olaizola por lesión.

## Final
| Fecha    | Frontón y localidad     | Rojo          | Azul       | Tanteo |
| -------- | ----------------------- | ------------- | ---------- | ------ |
| 27/11/16 | Frontón Ogueta, Vitoria | Bengoetxea VI | Altuna III | 22-21  |

- Datos: Q27961399